# Людина на Місяці (фільм, 1999)
«Людина на Місяці» (англ. Man On The Moon) — художній фільм 1999 року, знятий режисером Мілошем Форманом. Сюжет фільму заснований на незвичайному житті та кар'єрі коміка Енді Кауфмана. Назву фільму дала пісня групи R.E.M. «Man on the Moon», присвячена Кауфману.

## Сюжет
Фільм охоплює все життя Енді Кауфмана, починаючи з дитинства, коли він виступав з вигаданими шоу перед іграшковими тваринами, і закінчуючи його смертю від раку легенів. Кауфман не був схожий на звичайного коміка. Він не виступав з жартами, не читав монологи зі сцени. Він робив те, що не робив ніхто, був найпомітнішим серед артистів схожого жанру. Він перетворив все своє життя на нескінченне шоу, вже ніхто не міг відрізнити де правда, а де вигадка в його бурхливому фонтані гумору та гри. Хтось йому вірив, хтось ні, хтось ненавидів, а хтось захоплювався. Але він залишався самим собою до самого кінця. Через рік після похорону Тоні Кліфтон знову з'являється в шоу і виконує пісню «I Will Survive». Камера показує присутність в залі Боба Змуду, натякаючи, що смерть Кауфмана була підробкою і він ще живий — це просто черговий розіграш Енді. Фільм закінчується і ми бачимо Кауфмана серед легендарних коміків.

## У ролях
- Джим Керрі — Енді Кауфман
- Кортні Лав — Лінн
- Денні ДеВіто — Джордж Шапіро
- Пол Джіаматті — Боб Змуда
- Джеррі Беккер — Стенлі Кауфман (батько)
- Леслі Лайлз — Дженіс Кауфман (мати)
- Майкл Келлі — Майкл Кауфман
- Доріс Ітон Тревіс — Елінор Гулд
- Ґреґ Тревіс — директор ABC
- Трейсі Волтер — редактор
- Крістофер Ллойд — камео
- Марілу Хеннер  — камео

## Нагороди та номінації

### Нагороди
- 2000 — Берлінський кінофестиваль
  - Срібний ведмідь в номінації «Найкращий режисер» — Мілош Форман
- 2000 — Премія «Золотий глобус»
  - Найкраща чоловіча роль в комедії/мюзиклі — Джим Керрі

### Номінації
- 2000 — Берлінський кінофестиваль
  - Золотий ведмідь — Мілош Форман
- 2000 — Премія «Золотий глобус»
  - Найкраща комедія/мюзикл
- 2001 — Премія «Греммі»
  - Найкраща пісня для кінофільму — Пітер Бак, Майк Міллз, Майкл Стайп (за пісню «The Great Beyond»)
- 2000 — Премія «MTV Movie Awards»
  - Найкраща чоловіча роль — Джим Керрі

## Звукова доріжка
Альбом зі звукової доріжки до фільму складається з 15 пісень, 8 з яких написані гуртом «R.E.M.». Його продюсерами були Пет Маккартні і R.E.M.. Пісня «Man on the Moon» також входить до нього.